# 浜田裕介
浜田 裕介（はまだ ゆうすけ、1964年 - ）は、日本のインディーズ系シンガーソングライター。高知県四万十市在住。元四万十市議会議員（日本共産党）。

## 人物
1964年に高知県中村市（現四万十市）に生まれる。高知県立中村高等学校、花園大学文学部国文科卒業。世の中を痛烈に批判する楽曲を歌うインディー系シンガーソングライターであり、四万十市に活動の拠点を移し、様々な観点で捉えた楽曲作成に意欲を燃やしている。2010年から2014年まで四万十市の市議会議員。教育民生常任委員会の副委員長を務めていた。2014年4月13日の市議選で最下位で落選したのち離党した。トム・ウェイツ、ブルース・スプリングスティーン、浜田省吾を敬愛しアイドルへの造詣と愛情がある。

## 経歴
中学2年のころ、お年玉でアコースティック・ギターを購入。ギターにのめり込み音楽人生がスタートする。
大学進学のため、1982年に京都に移り、1987年には東京に上京するが、再び京都に戻り自主制作でアルバム「Prisonor In The Heaven」を発表する。
1989年に就職のため高松に渡るが、ミュージシャンとしての活動を本格に行うため、再び京都に戻る。
1990年に山口岩男のライブに飛び入りで参加し山口岩男の曲「Frozen Night」を歌う。
1993年にアルバム「さよなら楽園-Bye Bye Heaven」をリリース。翌年、α-Station平安建都1200年記念協会会長賞を受賞、また、ラジオ関西主催コンテストでは「ラジオ関西賞」を受賞する。
1996年にアルバム「僕が電話をかけている場所」、翌年1997年にはアルバム「Days in The Sun」をリリース。ライフワークとなる山口岩男とのジョイントライブ「Voices」を開始する等、精力的な活動を行う。
2001年、音楽活動を休止し、そのまま故郷に帰郷するが、2003年に再開。自主制作でアルバム「結露」を発表し、復活をアピールする。これまでのバンドサウンドから一転して弾き語りスタイルのサウンドへと変貌する。その後、友部正人のライブのオープニングアクトを行う。
2004年、「トラヴィス」をリリース。善と悪とは何か？、平和とは何か？を綴った。
2005年、限定盤「Prisoners in The Heaven」をリリース。
2006年、「Rain Of Pain」「ヒヤシンス」を2枚同時リリース。同時に「SEEDS」というライブを企画し、友部正人、小山卓治等とのジョイントライブを精力的に行っている。また山口岩男とのジョイントライブ「Voices」も再開する。
2007年、アルバム「果実」を発表。
2009年、「流星キネマ」発表。矢野絢子とのツアー「パープルレインと赤い傘」を行う。
2010年、四万十市の市会議員選挙に日本共産党の公認候補として立候補、最下位で当選。
2012年、四万十市市議会の教育民生常任委員会の副委員長。7月26日脳出血で救急病院へ搬送。9月病院を退院後自宅にて静養。
2014年、4月13日四万十市議会議員選挙（定数20名立候補22名）において499.453票最下位にて落選、離党に至る。
2015年、8月10日radio camnetで「流星ラヂヲ倶楽部!!」オンエア。李涛のソロデビューアルバムに和佐田達彦の推薦により、楽曲「DEAR」を提供。
2016年、再び李涛のアルバムに楽曲「302」を提供。李涛のライブでも前作「DEAR」とともに唄われ好評を博した。
2021年、アルバム「アダムの肋骨（あばら）」リリース。
2024年、アルバム「TOKYO GIRL」リリース。

## 音楽作品

### アルバム
- Prisonor In The Heaven(1988)
- さよなら楽園-Bye Bye Heaven(1993)
- 僕が電話をかけている場所(1996)
- Days in The Sun(1997)
- 結露(2003)
- トラヴィス(2004)
- Prisonor In The Heaven(2005)
- Rain Of Pain(2006)
- ヒヤシンス(2006)
- 果実(2007)
- 流星キネマ(2009)
- native blue(2013)
- Reasons-ｽﾍﾟｲﾝの雨はおもに平野に降る-(2014)
- まるで悲しい夜汽車のような(2015)
- スタンダップコメディー(2017)
- reload-She said　'So what?'(2018)
- アダムの肋骨(2021)
- TOKYO GIRL(2024)